# La cripta e l'incubo
La cripta e l'incubo è un film del 1964 diretto da Camillo Mastrocinque.
Film horror italo-spagnolo con protagonista Christopher Lee.

## Trama
Nell'antico castello dei Karnstein vivono il conte Ludwig e sua figlia Laura, preda di continui incubi. Per allontanare da sé il sospetto che in sua figlia si sia reincarnata un'antenata dei Karnstein, il conte chiama al castello un giovane studioso, Klauss, perché scopra i motivi che provocano ad ogni incubo di Laura la morte di una delle persone da lei sognate. Klauss si applica sulle antiche pergamene e sembra che abbia trovato una traccia; ma proprio quando sta per svelare il mistero, il conte Ludwig gli proibisce di continuare.
L'arresto delle ricerche provoca una serie di delitti: primo quello di un vecchio cantastorie poi quello di una giovane cameriera, seguita dalla vecchia nutrice di Laura. A questo punto ogni riserva del conte cade. Klauss riprende febbrilmente le ricerche ed il mistero è svelato.

## Produzione
Mastrocinque si ispira alla storia Carmilla scritta da J. Sheridan Le Fanu nel XIX secolo e per il film cerca di mantenere una certa coerenza col racconto rispetto alla relazione fra le due ragazze (Laura e Ljuba) così come cerca di ricreare con accuratezza alcuni momenti famigliari, dilatando altre situazioni in base alle aspettative del pubblico appassionato d'horror.

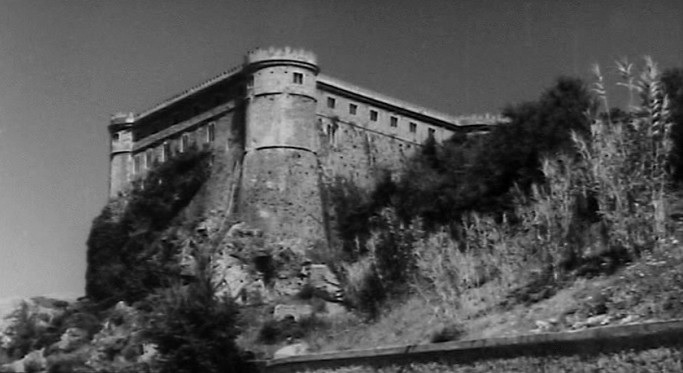
Screenshot dal film, che mostra il castello di Balsorano (Aq), location del film

Il sotteso elemento lesbico che si viene a creare nella relazione fra le due giovani è uno dei punti centrali del film: questo fattore sessuale fu di tale richiamo che la Hammer recuperò la storia (e il sotteso elemento) creando quella che venne definita la "Karnstein Trilogy", composta da Vampiri amanti (1970), Mircalla, l'amante immortale (1971) e Le figlie di Dracula (1971).
Il regista, noto per le sue pellicole comiche quali quelle con Totò, girò solamente un altro film horror prima di morire nel 1969: Un angelo per Satana del 1966 con Barbara Steele.

### Riprese
Girato al Castello Piccolomini, a Balsorano, in provincia dell'Aquila, ove tra gli anni Sessanta e gli anni Settanta furono girati un notevole numero di film horror.

## Distribuzione
Il film uscì nei cinema italiani il 27 maggio 1964.

## Accoglienza

### Incassi
La cripta e l'incubo incassò poco meno di 70 milioni di lire italiane.

### Critica
In varie recensioni (anche importanti) è presente un'imprecisione rispetto al cognome della famiglia maledetta: è "Karnstein" e non "Karlstein" come alcuni hanno mal inteso.